# Gladsaxe Basketball Klub
Il Gladsaxe Basketball Klub, nota anche come Efterslægtens Basketballklub, è una società cestistica avente sede a Gladsaxe, in Danimarca. Fondata nel 1953, gioca nel campionato danese.

## Palmarès
- Campionato danese: 7

1959, 1960, 1963, 1964, 1965, 1968, 1969